# 杜子春
『杜子春』（とししゅん）とは、1920年（大正9年）に雑誌『赤い鳥』にて発表された芥川龍之介の短編小説。
李復言編の『続玄怪録（中国語版）』及び 牛僧孺編の『玄怪録（中国語版）』双方に収録されたとされる伝奇小説『杜子春（中国語版）』を童話化したものである。芥川龍之介は、1927年2月3日付河西信三宛書簡 に「唐の小説杜子春傳の主人公を用ひをり候へども、話は 2/3 以上創作に有之候」と書いており、また彼の蔵書に鄭還古 撰『杜子春傳』があったらしい。
本項では、同作品を原作とするテレビアニメについても記述する。

## あらすじ
唐王朝の洛陽の都。ある春の日の日暮れ、西門の下に杜子春という若者が一人佇んでいた。彼は金持ちの息子だったが、親の遺産で遊び暮らして散財し、今は乞食同然になっていた。
そんな彼を哀れんだ片眼眇（すがめ、斜視）の不思議な老人が、「この場所を掘る様に」と杜子春に言い含める。その場所からは荷車一輌分の黄金が掘り出され、たちまち杜子春は大富豪になる。しかし財産を浪費するうちに、3年後には一文無しになってしまうが、杜子春はまた西門の下で老人に出会っては黄金を掘り出し、再び大金持ちになっても遊び暮らして蕩尽する。
3度目、西門の下に来た杜子春の心境には変化があった。金持ちの自分は周囲からちやほやされるが、一文無しになれば手を返したように冷たくあしらわれる。人間というものに愛想を尽かした杜子春は老人が仙人であることを見破り、仙術を教えてほしいと懇願する。そこで老人は自分が鉄冠子という仙人であることを明かし、自分の住むという峨眉山へ連れて行く。
峨眉山の頂上に一人残された杜子春は試練を受ける。鉄冠子が帰ってくるまで、何があっても口をきいてはならないというのだ。虎や大蛇に襲われても、彼の姿を怪しんだ神に突き殺されても、地獄に落ちて責め苦を加えられても、杜子春は一言も発しなかった。怒った閻魔大王は、畜生道に落ちた杜子春の両親を連れて来させると、彼の前で鬼たちにめった打ちにさせる。無言を貫いていた杜子春だったが、苦しみながらも杜子春を思う母親の心を知り、耐え切れずに「お母さん」と一声叫んでしまった。
叫ぶと同時に杜子春は現実に戻される。洛陽の門の下、春の日暮れ、すべては仙人が見せていた幻だった。これからは人間らしい暮らしをすると言う杜子春に、仙人は泰山の麓にある一軒の家と畑を与えて去っていった。

## 原拠との相違点
原拠とされる『杜子春』では、杜子春は地獄に落ちた後、女に生まれ変わって誕生するが、やはり全く物を言わず、結婚して子を産んでも喜びの声一つ発しなかったため、怒った夫が赤ん坊を叩き殺し、そこで妻（杜子春）が悲鳴を上げたところで現実に戻り、仙人は声を出さなかったら仙薬ができ仙人になれたのに、と言って突き放す。これは、すべてのものに対する執着を捨ててこそ昇仙出来るという道教の思想に根差している。対して芥川は、親が地獄の責め苦を受ける場面に変えて、「あの時もし声を出さなかったら、お前を殺していた」と仙人に言わせ、他者への慈しみの心を尊ぶ大乗仏教に即した結末に変えている。
西岡晴彦は、日本の中国文学研究者は幼児期に芥川作品を読んだことの影響で、原拠小説に接したときに解釈にある種の歪みをもたらしてはいないか、と提起している。

## テレビアニメ

### 赤い鳥のこころ
1979年、テレビ朝日系列で放送されていた『赤い鳥のこころ』第24話（1979年7月16日放送分）で映像化された。

### まんがこども文庫
1978年10月からTBS系列局で放送されていた『まんがこども文庫』（毎日放送）の第27話（1979年4月13日放送分）で取り上げられた。同番組はそれまで2本の作品を放送するスタイルを採っていたが、本作で初めて1本の作品を30分通して放送した。

### スペシャルアニメ
上記『まんがこども文庫』での放送から2年後の1981年4月12日（日曜） 19:30 - 20:55 （日本標準時）に、同じくTBS系列局で放送。全1話。
TBSとダックスインターナショナルが共同製作した作品で、この2社は当時同系列局で放送されていた『まんがはじめて物語』でもタッグを組んでいた。脚本担当には『戦国魔神ゴーショーグン』でブレイクする前の首藤剛志を、監督には映画監督の斉藤武市を、そしてキャラクター設定担当と作画監督には東京ムービー（現・トムス・エンタテインメント）作品を手がけた椛島義夫を起用していた。

#### 声の出演
- 杜子春 - 太田淑子
- ナレーター - 宇野重吉
- ほか[誰?]

「オールシネマ」より

#### スタッフ
- 原作 - 芥川龍之介
- 脚本 - 首藤剛志
- 監督 - 斉藤武市
- 演出・絵コンテ - 西牧秀夫[12]
- キャラクター設定・作画監督 - 椛島義夫
- 美術考証 - 木村威夫[12]
- 音楽 - 山本直純[12]
- プロデューサー - 丹野雄二（ダックスインターナショナル）[12]
- 制作 - TBS、ダックスインターナショナル

## 注・出典
1. ↑  りふくげん、中国中唐～晩唐の人とされるが不詳。
2. ↑  李復言は鄭還古だという説があるが、今村与志雄は論外としている。（唐宋伝奇集 下 『13 杜子春』の訳注 1988年 岩波文庫  p.265 ISBN 978-4003203828）。伝奇小説参照。
3. ↑  ぎゅう そうじゅ、779年－847年、中国唐代の政治家。『玄怪録』の撰者とみなされている。
4. ↑  残存原文テキストとされる『太平広記』神仙十六 杜子春の条の末尾に「出続玄怪録」とあり、従来李復言撰とされたが、王夢鷗（おうぼうおう、1907-2002年、『唐人小説研究四集―玄怪録及其後継作品弁略』上下、1978年、台北）、程毅中（ていきちゅう、1930年-、『玄怪録・統玄怪録』点校説明、中華書局、古小説叢刊、1982年、北京）は『玄怪録』説を提示している。 中国語版ウィキソースに本記事に関連した原文があります：太平廣記/卷第016
5. ↑  かわにししんぞう、詳細不明だが文面からすると教職者か？
6. ↑  「あの詩は唐の蒲州永楽の人、呂巌、字は洞賓と申す仙人の作に有之候。年少の生徒には字義などを御説明に及ばざる乎。なほ又拙作「杜子春」は唐の小説杜子春傳の主人公を用ひをり候へども、話は2/3以上創作に有之候。なほなほ又あの中の鉄冠子と申すのは三国時代の左慈と申す仙人の道号に有之候。三国時代には候へども、何しろ長生不死の仙人故、唐代に出没致すも差支へなかるべく候。呂洞賓や左慈の事はいろいろの本に有之候へども、現代の本にては東海林辰三郎氏著の支那仙人列伝を御らんになればよろしく候。」（『芥川龍之介全集』第11巻 書簡 2 岩波書店 1978年　p.497）
7. ↑  太平広記という説もあるが、典拠不明。
8. ↑  初出の『赤い鳥』掲載版（1920年）では長安となっており、原拠と同じ。翌年新潮社刊の短編集『夜来の花』影印以降の版から洛陽となる。《芥川龍之介全集 第4巻 1977年 後記》
9. ↑  芥川は河西信三宛書簡で左慈の道号であると説明しているが、小説『三国志演義』第68回に登場する左慈の道号は烏角（うかく）先生である。この食い違いについては成瀬哲生（なるせてつお、1949－、山梨大学教授）が紀要論文『芥川龍之介の「杜子春」：鉄冠子七絶考』徳島大学国語国文學 2, 20-29, 1989-03-31 pdfで一説を提起している。
10. ↑  にしおかはるひこ、1932年生、元信州大学人文学部教授。
11. ↑  西岡晴彦『杜子春伝＝その虚像と実像＝』《筑波大学 漢文学会会報 42, 25-38, 1984》pdf p.25
12. 1 2 3 4 5 6 7  首藤剛志 (2006年4月5日). “シナリオえーだば創作術 第44回 実写とアニメ”. WEBアニメスタイル_COLUMN. 2017年3月24日閲覧。